# Thorpe St Andrew
Thorpe St Andrew è un paese di 13 762 abitanti della contea del Norfolk, in Inghilterra.